# Chrysosoma insensibilis
Chrysosoma insensibilis är en tvåvingeart som beskrevs av Yang 1995. Chrysosoma insensibilis ingår i släktet Chrysosoma och familjen styltflugor. Inga underarter finns listade i Catalogue of Life.